# Daphniphyllum woodsonianum
Daphniphyllum woodsonianum är en tvåhjärtbladig växtart som beskrevs av Tseng Chieng Huang. Daphniphyllum woodsonianum ingår i släktet Daphniphyllum och familjen Daphniphyllaceae. Inga underarter finns listade i Catalogue of Life.